# كيلي غرينبيرغ
كيلي غرينبيرغ (بالإنجليزية: Kelly Greenberg)‏ هي مدربة كرة سلة أمريكية، ولدت في 5 مايو 1967.

## وصلات خارجية
- الموقع الرسمي